# Ich will leben (Lied)
Ich will leben ist ein Lied in Zusammenarbeit der deutschen Rock-Musikgruppen Unheilig und Project Pitchfork, das als erste und einzige Single aus dem Unheilig-Live-Album Goldene Zeiten ausgekoppelt wurde. Die Erstveröffentlichung fand am 15. September 2006 in Deutschland statt. Die Single ist als Maxi-CD nur in Deutschland zu erwerben, in allen anderen Ländern ist der Song nur als Download erhältlich. Musik und Text des Liedes stammen von den beiden Sängern der Bands, dem Grafen (Unheilig) und Peter Spilles (Project Pitchfork), produziert wurde es vom Grafen. Die Maxi-CD enthält noch folgende B-Seiten: Ich will leben (Club Remix) und Ich will leben (Pitchfork-PS-Mix). Das Lied wurde unter dem Label Four.Rock veröffentlicht. Bis zum Jahr 2011 ist Ich will leben das einzige Lied, das Unheilig mit einer anderen Band zusammen aufnahmen.

## Mitwirkende
Unheilig
- Christoph Termühlen („Licky“): Gitarre
- Der Graf: Gesang, Programmierung, Musik, Text
- Henning Verlage: Hintergrundgesang, Keyboard, Mischung, Programmierung

Project Pitchfork
- Dirk Scheuber: Arrangements, Gitarre
- Jürgen Jansen: Synthesizer
- Peter Spilles: Gesang, Mischung, Musik, Text

## Tour
Anfang war das Lied nur als Bonus-Track für das Unheilig-Live-Album Goldene Zeiten gedacht, die beiden Bands verstanden sich nach der Aufnahme des Liedes so gut, dass sie ein halbes Jahr später zusammen auf Tour gingen. Zwei Wochen vor Tourbeginn veröffentlichten die beiden Bands die Single Ich will leben zu Promotionszwecken.
Diese folgende Liste beinhaltet alle Konzerte in chronologischer Reihenfolge, die Unheilig zusammen mit der deutschen Rock-Musikgruppe Project Pitchfork bei der Orkus Festival Club Tour 2006 gespielt haben:
Tourdaten
| Datum      | Stadt      | Veranstaltungsort | Land        |
| ---------- | ---------- | ----------------- | ----------- |
| 29.09.2006 | Hannover   | Capitol           | Deutschland |
| 30.09.2006 | Magdeburg  | Factory           | Deutschland |
| 01.10.2006 | Düsseldorf | Stahlwerk         | Deutschland |
| 02.10.2006 | Erfurt     | Zentrum           | Deutschland |
| 03.10.2006 | Nürnberg   | Hirsch            | Deutschland |
| 04.10.2006 | Wiesbaden  | Schlachthof       | Deutschland |
| 05.10.2006 | Stuttgart  | Universum         | Deutschland |
| 06.10.2006 | Dresden    | Reithalle         | Deutschland |
| 07.10.2006 | Chemnitz   | Südbahnhof        | Deutschland |
| 08.10.2006 | Berlin     | Postbahnhof       | Deutschland |